# Clã Kuroda

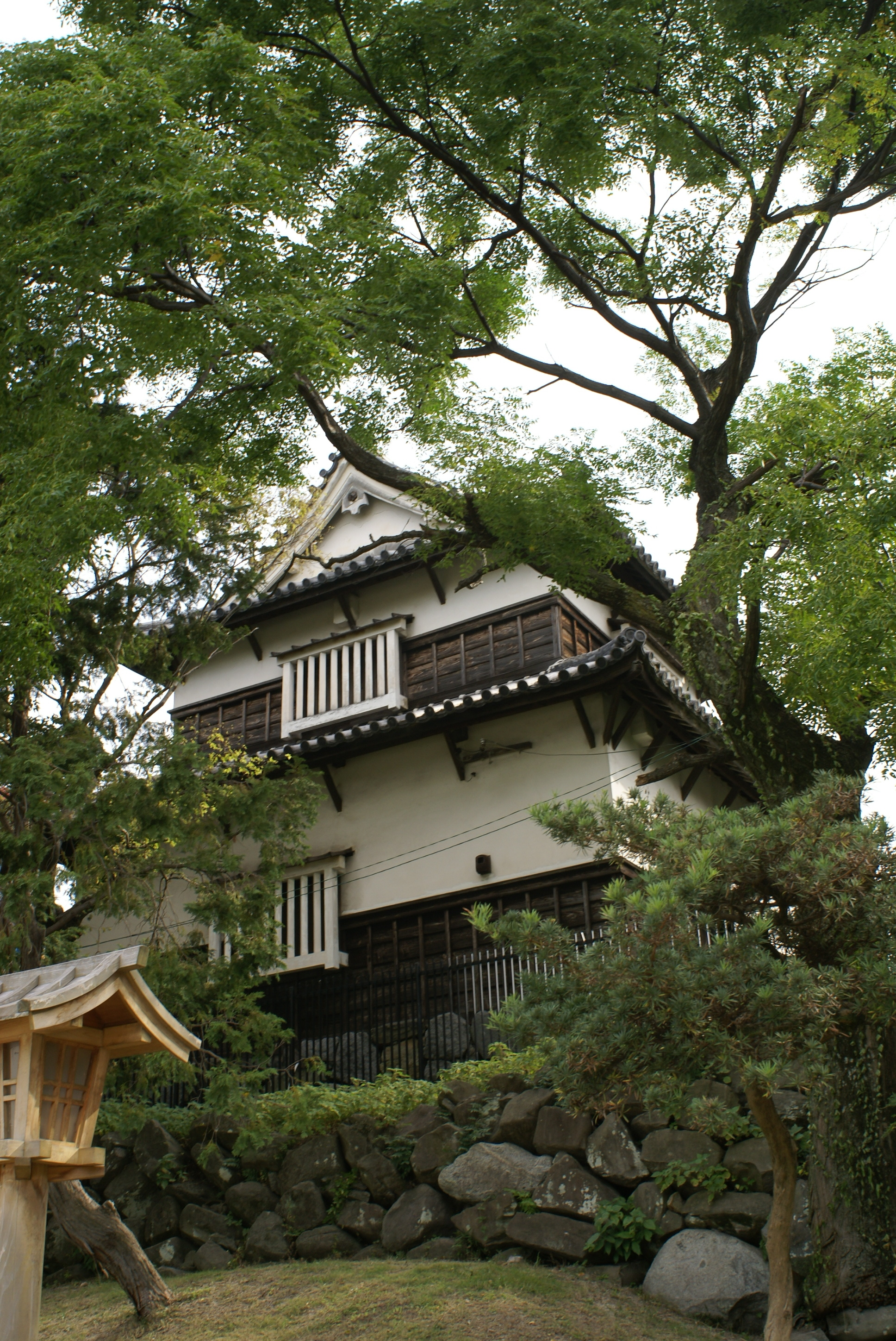
Torre do Castelo de Fukuoka, lar do clã durante o Período Edo

Mon du clan Kuroda.

O clã Kuroda (黒田氏, Kuroda-shi) foi um clã do Japão proeminente durante o Período Sengoku.

## Origens
O clã Kuroda reclama suas origens na província de Tōtōmi.

## Era Sengoku
No século XVI, o clã Kuroda se localizava na província de Harima. Sob a liderança de Kuroda Yoshitaka, o clã serviu ao clã Oda e depois ao clã Toyotomi. Yoshitaka especificamente trabalhou como um estrategista militar, considerado à altura de Takenaka Shigeharu, outro grande estrategista da era. Por seu serviço, Yoshitaka recebeu o Castelo de Nakatsu em 1587. Yoshitaka foi também um católico romano com o nome de batismo "Don Simeon."

## Era Edo

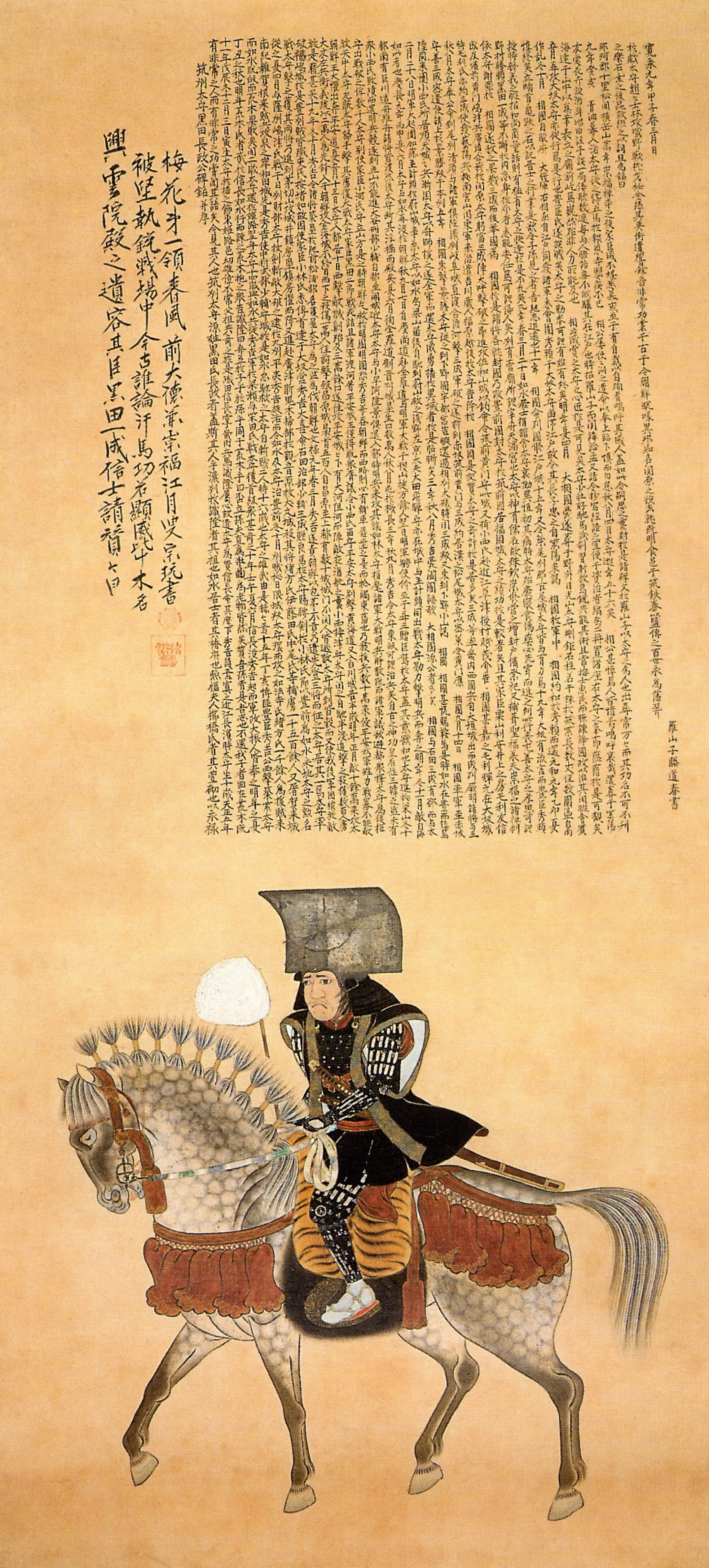
Kuroda Nagamasa a cavalo

Na Batalha de Sekigahara em 1600, o Exército Oriental de Tokugawa Ieyasu derrotou o Exército Ocidental de Ishida Mitsunari, e Ieyasu emergiu como o poder dominante do Japão. Kuroda Yoshitaka e seu filho Nagamasa apoiaram Ieyasu em combate, e por seu serviço, foram recompensados com a transferência para o domínio de Fukuoka, estimado em 520000 koku de terra.
Dois ramos da família foram fundados em 1623. O terceiro filho de Kuroda Nagamasa, Nagaoki, fundou o primeiro; ele recebeu 50000 koku de terra que viria a se tornar o domínio de Akizuki. O quarto filho, Takamasa, fundou o segundo; ele recebeu 40000 koku de terra que viria a se tornar o domínio de Tōren-ji.
As forças do clã Kuroda de Fukuoka participaram da Rebelião de Shimabara em 1638. 18000 homens sob Kuroda Tadayuki ajudaram o governo durante o cerco ao Castelo de Hara.
Em 1784, duas escolas foram fundadas para os filhos dos samurais de Fukuoka, Shūyū-kan e Kantō-kan. Das duas, Shūyū-kan ainda existe como Escola Secundária Prefeitural Shūyū-kan.

## Guerra Boshin
Durante a Guerra Boshin de 1868-69, o clã Kuroda apoiou o governo imperial. Tropas de Fukuoka participaram da Batalha de Aizu e da Batalha de Hakodate, entre outras.

## Genealogia
Fukuoka
| - Kuroda Takamasa (?–1523) - Kuroda Shigetaka (1508–1564) - Kuroda Mototaka (1522–1585) - Kuroda Yoshitaka (1546–1608) - Kuroda Nagamasa (1568–1623) - Kuroda Tadayuki (1602–1654) - Kuroda Mitsuyuki (1628–1707) - Kuroda Akira (1900–1996) | - Kuroda Kotaro (1942–) - Kuroda Tsunamasa (1659–1711) - Kuroda Nobumasa (1685–1744) - Kuroda Tsugutaka (1703–1775) - Kuroda Haruyuki (1753–1781) - Kuroda Harutaka (1754–1782) - Kuroda Naritaka (1777–1795) | - Kuroda Narikiyo (1795–1851) - Kuroda Nagahiro (1811–1887) - Kuroda Nagatomo (1839–1902) - Kuroda Nagashige (1867–1939) - Kuroda Nagamichi (1889–1978) - Kuroda Nagahisa (1916–2009) - Nagataka Kuroda (1952–) |

Akizuki
| - Kuroda Nagaoki (1610–1665) - Kuroda Nagashige - Kuroda Naganori - Kuroda Nagasada | - Kuroda Nagakuni - Kuroda Nagayoshi - Kuroda Nagakata - Kuroda Naganobu | - Kuroda Nagatsugu - Kuroda Nagamoto - Kuroda Nagayoshi - Kuroda Naganori |  |

Tōren-ji
| - Kuroda Takamasa (1612–1639) - Kuroda Yukikatsu (1634–1663) - Kuroda Nagahiro (1659–1711) (como domínio de Naogata) - Kuroda Nagakiyo (1667–1720) |

### Japonês
Sobre Kuroda Yoshitaka
- Andō Hideo 安藤英男. Shiden Kuroda Josui 史伝黒田如水. Tokyo: Nichibō Shuppansha, 1975.
- Harada Tanemasa 原田種眞. Kuroda Josui 黒田如水. Tokyo: Benseisha 勉誠社, 1996.
- Kaneko Kentarō 金子堅太郎. Kuroda Josui den 黒田如水伝. Tokyo: Bunken Shuppan 文献出版, 1976.
- Motoyama Kazuki 本山一城. Jitsuroku Takenaka Hanbei to Kuroda Kanbei 実錄竹中半兵衛と黒田官兵衛. Tokyo: Murata Shoten 村田書店, 1988.
- Yoshikawa, Eiji. (1989)  Yoshikawa Eiji Rekishi Jidai Bunko (Eiji Yoshikawa's Historical Fiction), Vol. 44: Kuroda Yoshitaka (黒田如水). Tokyo: Kodansha.  10-ISBN 4-0619-6577-8; 13-ISBN 978-4-0619-6577-5